# Spedale del Bigallo

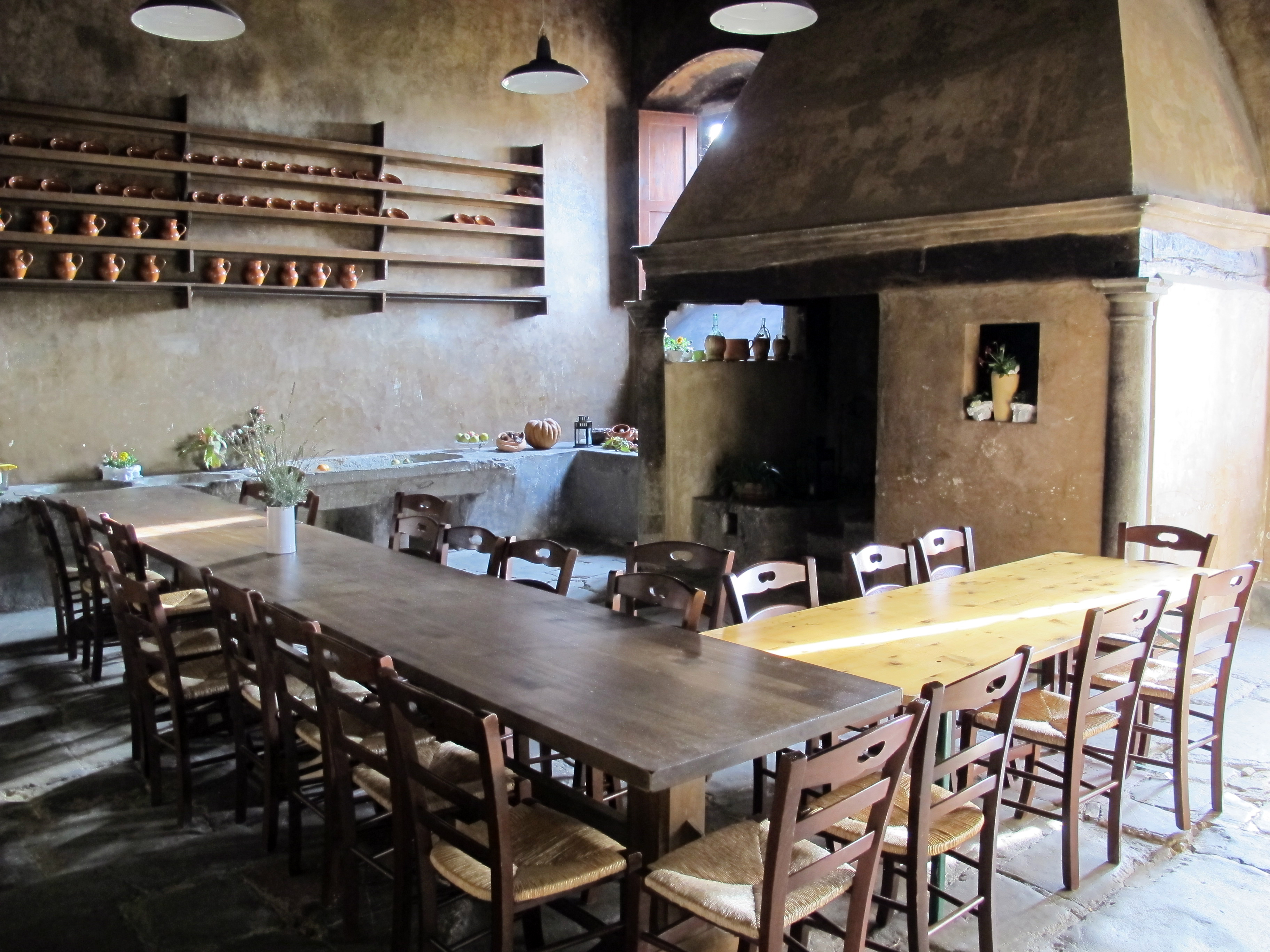
La cucina

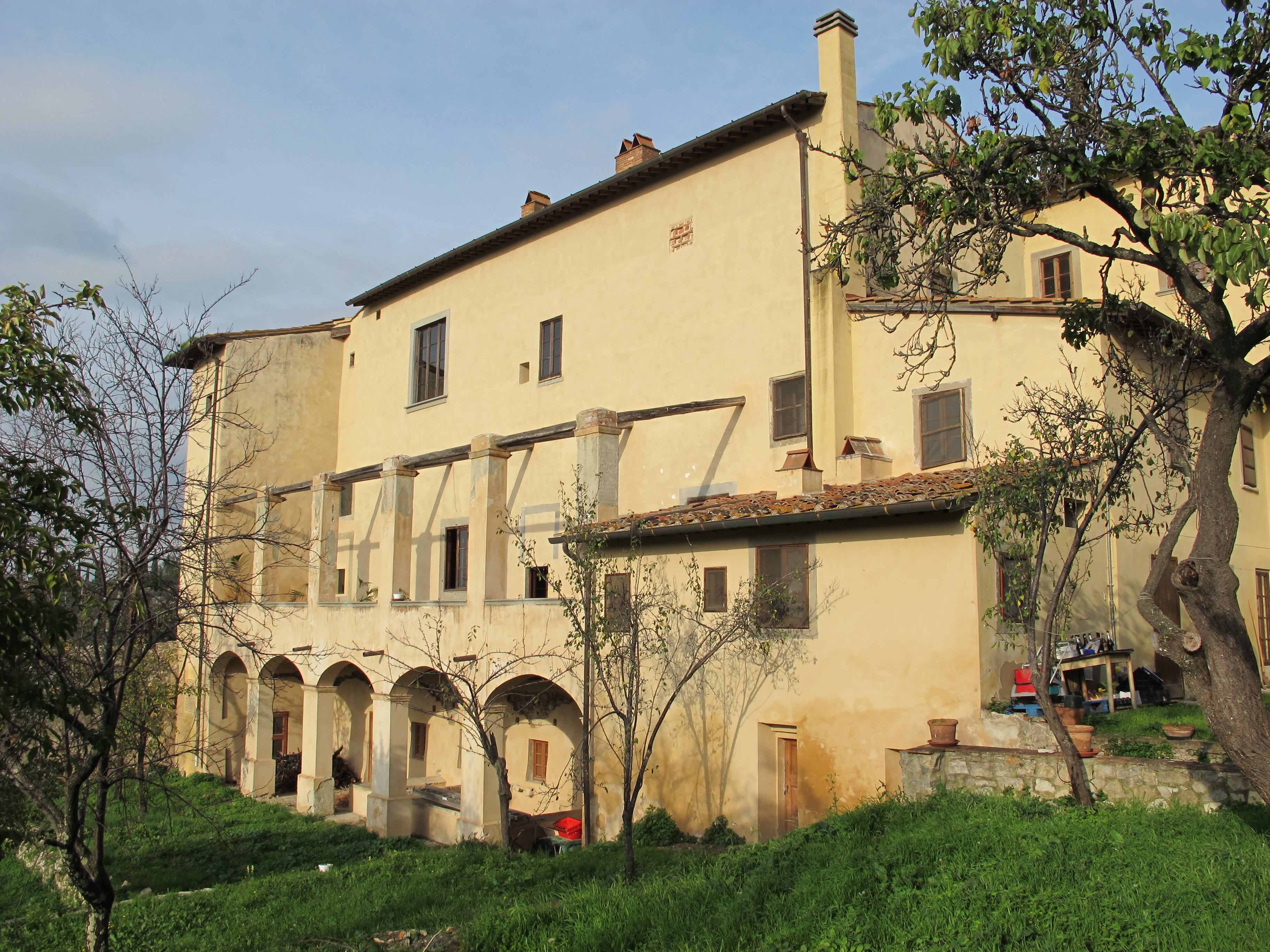
Veduta posteriore

L'antico Spedale del Bigallo, detto anche di Fonteviva, è un edificio storico di Bagno a Ripoli, situato in via del Bigallo e Apparita, 14.

## Storia
Fondato nel 1214 lungo l'antica via Aretina per aiutare i poveri e rifocillare i pellegrini su iniziativa di Dioticidiede di Bonaguida del Dado, deve il suo nome probabilmente al toponimo "bivius Galli", poiché situato al bivio tra l'antica via del Gallo e via Aretina. Dal 1245 fu sotto la gestione e la proprietà di una confraternita fiorentina detta di Santa Maria Maggiore, divenuta in seguito la Compagnia del Bigallo, proprio dal nome di questo rifugio. Lo stemma della compagnia, ben visibile in più esemplari all'interno e all'esterno dell'edificio, mostra appunto un gallo con la sigla S. M. B. (Santa Maria del Bigallo), accompagnato dallo stemma della confraternita della Misericordia cui si fuse in seguito. 
Alla fine del Quattrocento il complesso divenne monastero di clausura per le monache di Casignano, mantenendo tuttavia la possibilità di ricovero per i poveri e i viandanti. A causa della clausura, gli ambienti monastici vennero nettamente separati da quelli ospedalieri, chiudendo, oltre ad altri spazi, l'orto-giardino con mura molto alte. Nel XVII secolo la chiesa venne ristrutturata e fu creata la sagrestia. 
Nel 1808 il monastero venne soppresso, divenendo abitazione per le famiglie dei contadini. Oggi è una struttura turistica comunale.

## Descrizione
Nonostante la storia travagliata, il complesso conserva ancora numerosi ambienti suggestivi, come il salone-refettorio (con soffitto a cassettoni e pulpito per le letture), la cucina monumentale (col grande camino retto da colonnine in pietra e l'antico lavabo in pietra), le camerate già celle del monastero e corsie ospitaliere. 
La corte ha un loggiato con cinque arcate ribassate a tutto sesto, sorrette da massicci pilastri quadrangolari. Da qui si accede al seminterrato, dove si trova tra l'altro la stanza del bucato, con l'antico incavo dove si posizionava la conca per il lavaggio dei panni. Qui convoglia anche il sistema di canalizzazione delle acque, fatto di arcate rette da pilastri tozzi e massicci, che garantiva l'approvvigionamento idrico con l'acqua prelevata sia da una vicina fonte sia dalla raccolta delle acque piovane.